# Hôtel des Postes
L'Hôtel des Postes (in italiano: Palazzo delle Poste) è un edificio di Metz, in Francia.
Sito in place du Général-de-Gaulle, di fronte alla Stazione di Metz-Ville, l'edificio - in stile neoromanico - fu costruito dall'architetto Gustav Petrich su progetto di Jürgen Kröger e Ludwig Bettcher tra il 1907 ed il 1911, nel periodo dell'annessione di Metz all'Impero tedesco, per essere sede del servizio postale della città. L'Hôtel des Postes ha continuato a svolgere questa funzione ininterrottamente fino al 2019, quando gli uffici amministrativi sono stati trasferiti nel nuovo centro congressi Robert Schuman.
Dal 1975 l'Hôtel des Postes è classificato come monumento storico da parte del Ministero della cultura francese.

## Storia

### Contesto storico
Sotto la dominazione tedesca Metz conobbe un periodo di grande rinnovamento urbanistico, figlio della volontà delle autorità tedesche di trasformare la città in una vetrina del guglielminismo.
Per far ciò, intorno al 1902 fu disposto l'abbattimento delle antiche fortificazioni cittadine di Metz e il suo ampliamento attraverso la costruzione di un nuovo quartiere. Questo quartiere, chiamato Quartiere imperiale (oggi Nouvelle Ville), fu concepito come un elemento di rottura rispetto allo stile architettonico francese - prettamente neoclassico - fin lì prevalente nel suo centro storico. Su impulso dello stesso imperatore Guglielmo II lo stile dominante del nuovo quartiere fu quello eclettico, e molti furono in questo periodo gli edifici costruiti in stile neoromanico, neogotico, neobarocco e neorinascimentale.
Proprio all'interno di questo processo di germanizzazione si inserì quindi la costruzione nel Quartiere Imperiale della nuova stazione ferroviaria tra il 1905 e il 1908 e dell'Hôtel des Postes nel 1911. Per quest'ultimo la scelta della posizione fu dettata da esigenze di tipo strategico, in quanto l'essere localizzato a poca distanza dalla stazione ferroviaria garantiva un funzionamento più efficiente del servizio di smistamento della posta.

### Costruzione
L'Hôtel des Postes fu inizialmente concepito dall'architetto Karl Statsmann, ma la sua proposta venne bocciata dall'imperatore in quanto il suo modello non si conformava agli edifici circostanti. Un nuovo progetto venne quindi presentato dall'architetto berlinese Ewald von Rechenberg. Il progetto venne successivamente modificato da Ludwig Bettcher e Jürgen Kröger, quest'ultimo direttore del servizio dell'architettura per l'Alsazia-Lorena e contemporaneamente impegnato nella realizzazione della nuova stazione ferroviaria di Metz. Proprio quest'ultima, sita di fronte al luogo deputato per la costruzione dell'Hôtel des Postes, fu un punto di riferimento importante nella scelta dello stile architettonico da adottare per il nuovo edificio. La stazione infatti era stata realizzata in stile neoromanico renano, e per questioni di armonia fu scelto - dietro richiesta dell'imperatore Guglielmo II - di fare lo stesso con l'Hôtel des Postes.
Di gestire i lavori - iniziati nel 1907 - si occupò l'architetto Gustav Petrich. Tra la stazione e l'Hôtel des Postes fu creata una piazza triangolare (oggi place du Général-de-Gaulle) al fine di consentire un più agevole movimento delle truppe tedesche (Metz era un importante avamposto militare), ma anche di godere di una visione ampia dei due edifici, che dovevano essere i simboli del nuovo quartiere. L'edificio venne realizzato usando arenaria rosa dei Vosgi in luogo della pietra di Jaumont, tipica della zona di Metz. Esteso su una superficie di 20 000 m², l'edificio venne dotato di una torre simile ad un dongione al fine di conferirle un aspetto maestoso, simile a quello di una fortezza, per evocare i fasti militari dell'Impero tedesco che avevano portato alla conquista della città.
L'Hôtel des Postes venne completato ed inaugurato nel 1911. Alla fine della prima guerra mondiale, col ritorno di Metz alla Francia, i francesi distrussero le aquile imperiali, simbolo dell'Impero tedesco, che erano state scolpite sulla facciata dell'edificio.  Nel 1944 l'edificio venne danneggiato durante i combattimenti della seconda guerra mondiale e per questo dopo il conflitto fu sottoposto a lavori di restauro.
Dal 2019, col trasferimento degli uffici amministrativi del servizio postale al centro congressi Robert Schuman, l'Hôtel des Postes ha cessato dopo più di cento anni di servire per questo scopo.